# دورل
دورل (انگلیسی: Durell) شرکت نرم‌افزار بریتانیایی است، که در سال ۱۹۸۳ تأسیس شد.